# Ian Kenny
Ian Kenny est un acteur irlandais.

## Filmographie

### Long-métrage
- 2016 : Sing Street : Barry
- 2018 : Solo: A Star Wars Story

### Court-métrage
- 2014 : Poxy : Stevie

### Télévision
- 2006-2012 : Fair City : T.J. Deegan
- 2017 : Rellik : Young Gabriel